# Walther Wever (general)
Walther Wever (Wilhelmsort, 11 de Novembro de 1887 — Dresda-Klotzsche, 3 de Junho de 1936) foi o primeiro comandante da Luftwaffe, exercendo funções até ao dia do seu falecimento, chegando ao posto de Tenente-general. Era um defensor da teoria de bombardeamento estratégico como meio de empregar uma guerra aérea. Morreu num desastre aéreo em 1936, morrendo com ele a vontade da Luftwaffe em construir uma força de bombardeiros estratégicos.
Foi uma figura muito importante na redacção da "Conduta da Guerra Aérea", uma linha de regras e procedimentos nos quais a Luftwaffe deveria actuar. Contra a maior parte da Luftwaffe, defendeu a necessidade de desenvolvimento e produção de bombardeiros estratégicos, criando concursos como o Bombardeiro Ural. Após a sua morte e substituição no comando da Luftwaffe, a sua linha de pensamento foi abandonada.
O seu filho, também chamado Walther Wever, tornar-se-ia num ás da aviação durante a Segunda Guerra Mundial.